# Marquês de Montemor-o-Novo
Marquês de Montemor-o-Novo é um título nobiliárquico criado pelo Rei D. Afonso V em favor de D. João de Bragança, 7.º Condestável de Portugal e 2.º filho varão de D. D. Fernando I, 2.º Duque de Bragança, e de D. Joana de Castro.
Após ser implicado numa conspiração contra o Rei D. João II, foi em 1483 condenado por alta traição. Pelo mesmo monarca foi exautorado do seu título e de todas as honras e condenado à morte, tendo sido executado em efígie por ter fugido para Castela. Era irmão mais novo do 3.º Duque de Bragança, D. Fernando II de Bragança, igualmente condenado à morte por alta traição, tendo sido preso e executado em Évora a 21 de Junho de 1483.

## Marquês de Montemor-o-Novo (1478)

### Titulares
1. D. João de Bragança (1430–1484), , 7.º Condestável de Portugal, casado com D. Isabel de Noronha, sem geração

### Armas
As da Casa de Bragança: escudo de prata, com uma aspa de vermelho, carregada com cinco quinas, uma ao centro e as restantes em cada um dos seus braços.